# Issama Mpeko
Djo Issama Mpeko (* 3. března 1986, Mbandaka, Zaire, dnešní DR Kongo) je fotbalový obránce z Demokratické republiky Kongo. Od ledna 2014 působí v angolském klubu Kabuscorp Sport Clube do Palanca.

## Reprezentační kariéra
V A-mužstvu DR Kongo debutoval v roce 2009.
Zúčastnil se Afrického poháru národů 2013 v Jihoafrické republice a Afrického poháru národů 2015. Na APN 2015 získal s týmem bronzovou medaili.